# コブラクラッチ
コブラクラッチ（Cobra Clutch）は、プロレス技の一種。腕極め式のスリーパーホールドで、日本名は毒蛇絞め（どくじゃじめ）。

## 概要
以下は便宜上、右利きの選手による掛け方の手順で説明するが、レスラーによっては左右逆の掛け方も使用される。
相手の後方から左手で相手の左手首を掴み、左腕を首下へ巻きつけるように通し、相手の後側の首筋から通した自分の右手に持ち替え固定する。自分の左腕を、固定した相手の左腕と首の隙間に差し込み固定し、相手の首を絞め上げる。選手によって左腕の差し込み方が異なり、相手の上腕側から差し込み固定するパターン（サージェント・スローター、テッド・デビアスなど）と、相手の下腕側から差し込み自分の右手首を掴んで固定するパターン（マッドドッグ・バションなど）が存在する。単に絞め技として使用されるだけでなく、腕を極められているため受け身を取りにくいことを利用して、このクラッチから派生した投げ技が多く開発されている。
古くからヒールの定番フィニッシュ・ホールドとして使用されているが、近年は派生技を中心にベビーフェイスのレスラーにも使い手が多い。

## 主な使用者
- マッドドッグ・バション
- モンゴリアン・ストンパー
- ブラックジャック・ランザ
- タイガー・ジェット・シン
- マスクド・スーパースター
- サージェント・スローター
- テッド・デビアス（ミリオンダラー・ドリームの名称で使用）
- バージル（ミリオンダラー・ドリームの名称で使用）
- ザ・リングマスター（ミリオンダラー・ドリームの名称で使用）
- ダニー・クロファット
- 大谷晋二郎（コブラホールド、キングコブラホールド）
- オカダ・カズチカ

## 派生技

### 極め技
コブラ・ホールド
胴絞め式のコブラクラッチ。大谷晋二郎のヘビー級転向後のフィニッシュ・ホールドのひとつ。派生用法にキング・コブラ・ホールドがある。秀吉はコブラクラッチから相手の体を半回転させ胴絞めを加える変型の零式刀狩を使用している。
コブラクラッチ・クロスフェイス
コブラクラッチとクロスフェイスの複合技。うつ伏せの相手の首をサイドからコブラクラッチに捕らえ、上体を反らせつつ絞め上げる。ブライアン・ダニエルソンの得意技。大谷晋二郎は腕のクラッチの仕方が異なる変型のキングコブラ・ホールドを使用している。
コブラ・ストラングル
北原光騎のオリジナル技で、コブラクラッチとコブラツイストの複合技。コブラクラッチで相手の首を極めつつ、コブラツイストのように足を絡めて脇腹を痛めつける。
刀狩
秀吉のオリジナル技で、コブラクラッチとキャメルクラッチの複合技。うつ伏せの相手に馬乗りになってコブラクラッチに捕らえ、上体を反らして絞め上げる。その後、上述のコブラクラッチ・クロスフェイスと同型に改良された。
刀狩・改
秀吉のオリジナル技でコブラクラッチとSTFの複合技。うつ伏せの相手の足をステップオーバー・トーホールドで極め首をコブラクラッチで捕らえる。
ジャイアント・バックブリーカー
ジャイアント馬場のオリジナル技で、コブラクラッチとバックブリーカーの複合技。たった状態でコブラクラッチを極めたまま相手を反らせながら座り込み、自らの片膝を立たせて、その膝に相手の背中を当てて締め上げる。太陽ケア、井上雅央、渕正信などの馬場の弟子筋に使用者が多い。
ドリーム・クラッシャー
テッド・デビアス・ジュニアのオリジナル技で、コブラクラッチとキャメルクラッチの複合技。コブラクラッチから、ミリオンダラー・バスター、そしてドリーム・クラッシャーへと連携で使用する点で前述の刀狩りと異なる。
コブラクラッチ式三角絞め
丸藤正道のオリジナル技で、コブラクラッチと三角絞めの複合技。たった状態でコブラクラッチを極めたままジャンプし、相手の頭部へ両足を巻き付け、そのままマットへ転がり絞め上げる。
アナコンダマックス
コブラクラッチと袈裟固めの複合技。尻餅をついた相手の右腕をコブラクラッチの要領で捕らえ、身体を捻りながら仰向けとなった相手の左サイドに移行し、両足を前方へと放り出しながら、体重を後方へかけて相手の頸動脈を圧迫させる。天山広吉の得意技。
マネークリップ
オカダ・カズチカのオリジナル技で、尻餅をついた相手のサイド・ポジションから左手首を右手で掴み取り、相手の左腕をくの字に折り曲げながら相手の頭上に持っていき、内側から自らの左腕を相手の首に前腕を押し付けながら徐々に締め上げる変形のコブラ・クラッチ。
コアラクラッチ
高見汐珠のオリジナル技で、コブラクラッチをかけた状態で横からしがみつくように抱きつき、相手の胴に自身の両足を巻き付け、そのまま体重をかけて締め上げる。技を決めた状態が木に抱きつくコアラのように見える事から命名された。

### 投げ技
コブラクラッチ・スープレックス
ジョニー・エースのオリジナル技。コブラクラッチの体勢から相手を後方に反り投げる。他の使用者はダニー・クロファット（2000年頃に得意技とした）。エースから伝授された太陽ケアは波乗りスープレックスとして使用。
ミリオンダラー・バスター
テッド・デビアスのオリジナル技。コブラクラッチの体勢から河津落としのように後方に倒れ込み、後頭部・背中を叩きつける。テッド・デビアス・ジュニアや井上雅央も得意技としている。デビアスは、仕掛けた後にコブラクラッチを離さずにそのまま相手の上に体を乗せてフォールするホールド式も使用した。
ワン&オンリー
ビリー・ガンのオリジナル技。コブラクラッチの体勢から自分の体を後方へ流し、相手を背中から地面に叩きつける。
ドリーム・ストリート
テッド・デビアス・ジュニアのオリジナル技。コブラクラッチの体勢から体を捻り、ロック・ボトムのように背中から地面に叩きつける。
サイコブレイク
斉藤ジュンのオリジナル技。コブラクラッチの体勢から相手を持ち上げ、チョークスラムのように背中から地面に叩きつける。

### 回転技
アンヴィライザー
ジム・ナイドハートのオリジナル技。コブラクラッチを仕掛けたまま、自身の体を回転させて相手を振り回す。